# Distretto di Pachir Wa Agam
Il distretto di Pachir Wa Agam è un distretto dell'Afghanistan appartenente alla provincia del Nangarhar. Viene stimata una popolazione di 21 467 abitanti (stima 2016-17).